# ألكسندر براون ماكي
ألكسندر براون ماكي (بالإنجليزية: Alexander Brown Mackie)‏ هو مدرب كرة سلة أمريكي، ولد في 1 مايو 1894 في مقاطعة كلرفيلد في الولايات المتحدة، وتوفي في 5 يونيو 1966 في سالينا في الولايات المتحدة.